# 捷列什基夫齊
50°32′46″N 24°51′27″E / 50.54611°N 24.85750°E

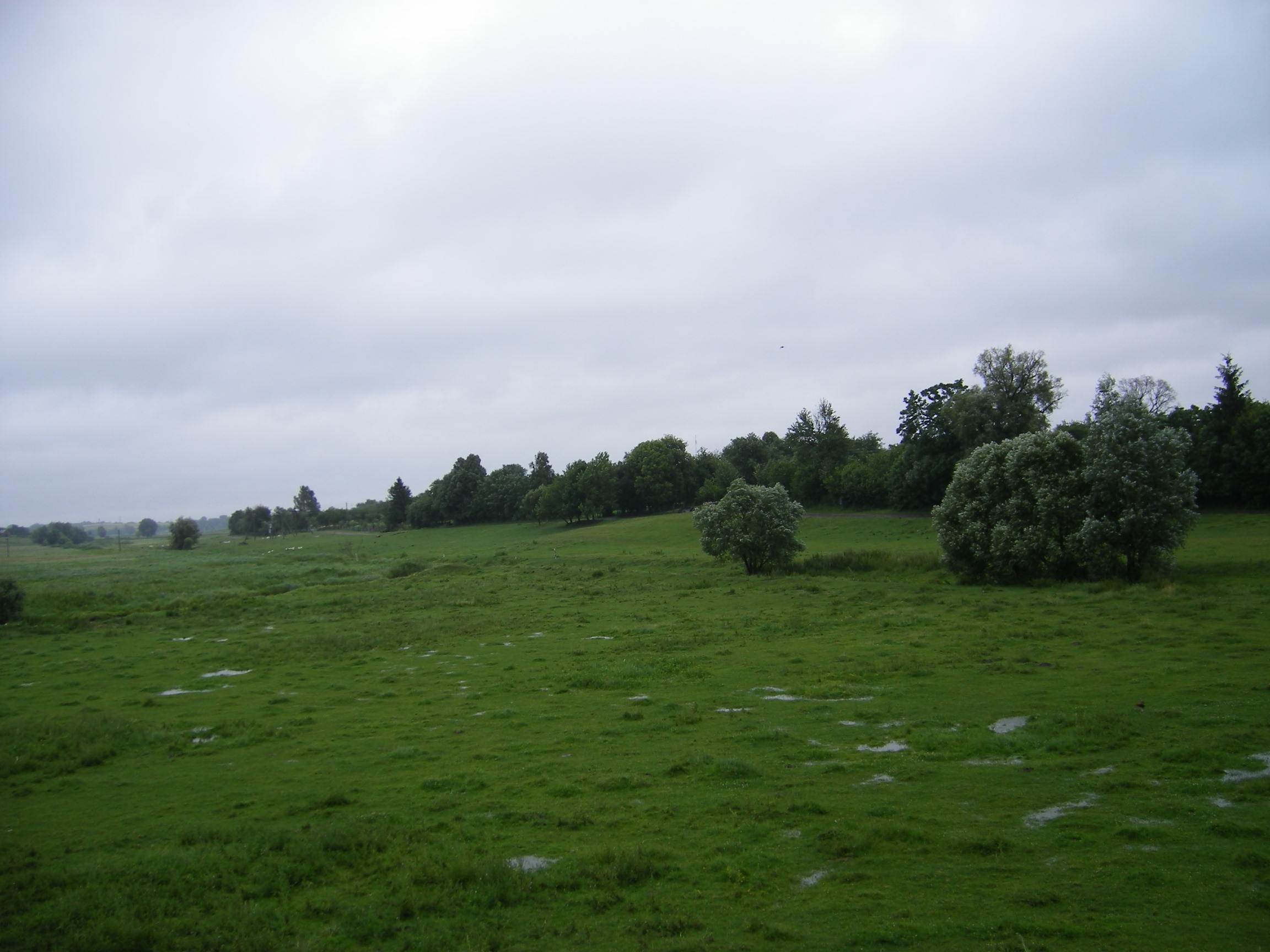

捷列什基夫齊（烏克蘭語：Терешківці），是烏克蘭的村落，位於該國西部沃倫州，由盧茨克區負責管轄，始建於1577年，面積12.1平方公里，海拔高度210米，2001年人口510，人口密度每平方公里42.15人。